# Pseudopoda caoguii
Espèce
Pseudopoda caoguii est une espèce d'araignées aranéomorphes de la famille des Sparassidae.

## Distribution
Cette espèce est endémique du Yunnan en Chine,. Elle se rencontre dans le xian de Weixin.

## Description
La femelle holotype mesure 12,6 mm.

## Systématique et taxinomie
Cette espèce a été décrite par Zhang, Chen, Liu, Jäger et Hu en 2025.

## Étymologie
Cette espèce est nommée en l'honneur de Gui Cao.

## Publication originale
- Zhang, Chen, Zhang, Liu, Jäger, Fan, Cheng & Hu, 2025 : « Four new species of Pseudopoda Jäger, 2000 (Araneae, Sparassidae, Heteropodinae) from China and Vietnam. » ZooKeys, vol. 1230, p. 231-245 (texte intégral).